# Afranthidium mlanjense
Afranthidium mlanjense là một loài Hymenoptera trong họ Megachilidae. Loài này được Mavromoustakis mô tả khoa học năm 1936.